# Héctor Eduardo Vargas Bastidas
Héctor Eduardo Vargas Bastidas S.D.B. (Valdivia, 29 de dezembro de 1951 - Temuco, 7 de março de 2022) foi um bispo católico chileno de Temuco.

## Biografia
Nasceu em Valdivia, filho de Maximiliana e José, o primogênito de quatro irmãos. Realizou seus estudos no Instituto Salesiano de sua cidade natal antes de ingressar no Seminário da Congregação Salesiana em Santiago.
Fez seus primeiros votos na Congregação em 1972. Completou seus estudos filosóficos e teológicos na Pontifícia Universidade Católica do Chile e obteve a licenciatura em Ciências da Educação na Pontifícia Universidade Salesiana de Roma. Emitiu a profissão perpétua na Congregação Salesiana em 1978. Foi ordenado sacerdote em 5 de julho de 1980 pelas mãos de Dom Tomás Osvaldo González Morales, SDB, bispo de Punta Arenas.
De 1979 a 1984, trabalhou como pároco em várias escolas salesianas de Punta Arenas, Talca e Santiago do Chile. De 1982 a 1984, foi vigário episcopal, responsável pela Pastoral Juvenil, na Diocese de Punta Arenas. De 1987 a 1988, trabalhou como formador na casa do pós-noviciado de Santiago do Chile. De 1989 a 1990, foi diretor da Escola Agrícola Salesiana de Linares e vigário episcopal para a Educação da Diocese de Linares. De 1991 a 1993, foi conselheiro inspetorial e comissário inspetorial para a Pastoral Juvenil e da educação da Província Salesiana de Dom Bosco no Chile. De 1994 a 1996, assumiu o cargo de diretor da Gratitud Nacional em Santiago. De 1997 a 1999, foi diretor do Liceu Salesianos de la Alameda em Santiago. De 2000 a 2001, foi novamente conselheiro provincial e comissário provincial para a Pastoral Juvenil e da educação em sua província. Em 1997, foi eleito presidente da Federação dos Institutos de Educação Particular no Chile. Finalmente, a partir de 2001, foi vigário provincial.
Em 25 de novembro de 2003, o Papa João Paulo II o nomeou bispo de San Marcos de Arica. Recebeu a ordenação episcopal do cardeal Dom Francisco Javier Errázuriz Ossa, ISCh, em 4 de janeiro de 2004; Os co-consagrantes foram o arcebispo Dom Patricio Infante Alfonso e o arcebispo Dom Ricardo Ezzati Andrello, SDB.
O Papa Francisco o nomeou bispo de Temuco em 14 de maio de 2013. Tomou posse em 6 de julho seguinte. Nessa condição, Dom Héctor Vargas Bastidas foi grão-chanceler da Universidade Católica de Temuco.
Faleceu aos 70 anos de idade, vítima de câncer. Seus restos mortais jazem na Catedral de Temuco.